# شانتل اندرسون
شانتل اندرسون (انگلیسی: Chantelle Anderson؛ زادهٔ ۲۲ ژانویهٔ ۱۹۸۱) بازیکن بسکتبال اهل ایالات متحده آمریکا است.
وی در مسابقات کشوری و بین‌المللی در مجموع برندهٔ ۲ مدال طلا شده‌است.